# 1050 до н. е.

## Події
- Ассирія: цар Ашшур-націр-апал I сходить на трон.